# Subsidencia por sobreexplotación de acuíferos

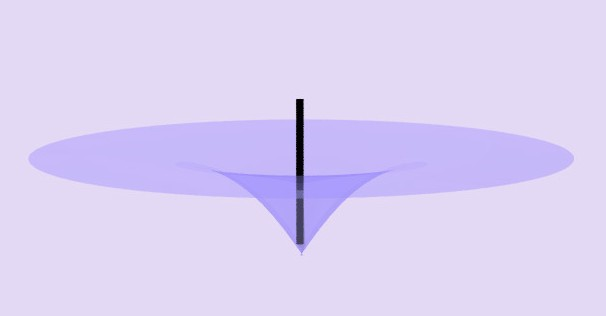
Hundimiento de la superficie por extracción de agua subterránea

La subsidencia por sobreexplotación de acuíferos es el hundimiento del terreno como resultado de la extracción insostenible de aguas subterráneas. Es un problema creciente a medida que las ciudades aumentan en población y uso de agua sin una regulación adecuada del bombeo, o sin que esta regulación se aplique.
Se estima que el 80 % de los problemas graves de hundimiento del terreno en Estados Unidos están asociados con la extracción excesiva de agua subterránea.
El agua subterránea es un recurso natural de acceso relativamente fácil, ya que quien pueda pagar la perforación hasta el nivel freático habitualmente (depende de la normativa local) puede extraerla. Incluso aunque la normativa no permita extraer agua, o limite la cantidad de agua que se puede extraer, es difícil cerrar pozos ilegales o garantizar que los legales extraen solo el volumen permitido. Entonces, como se ve en la figura, la extracción provoca una bajada del nivel freático alrededor del pozo. En última instancia, si hay muchos pozos, esto puede afectar a una gran zona, haciendo cada vez más costoso extraer el agua y ocasionando diversos problemas, como secado de manantiales, desecación de lagunas o el propio hundimiento del terreno. Así, la extracción de aguas subterráneas se convierte en una tragedia de los bienes comunales, con las consiguientes externalidades económicas. 
La palabra "subsidencia" es un término especializado de uso geológico, está recogida por la RAE y sucede no solo con la extracción de agua, sino también de petróleo y otros recursos subterráneos. Existe un grupo de trabajo de la UNESCO sobre subsidencia.

## Mecanismo
La causa de los cambios superficiales a largo plazo asociados con la sobreexplotación de acuíferos es bastante conocida. Como se muestra en la figura del Servicio Geológico de Estados Unidos, los acuíferos suelen encontrarse en capas (estratos del terreno) compresibles de limo o arcilla.

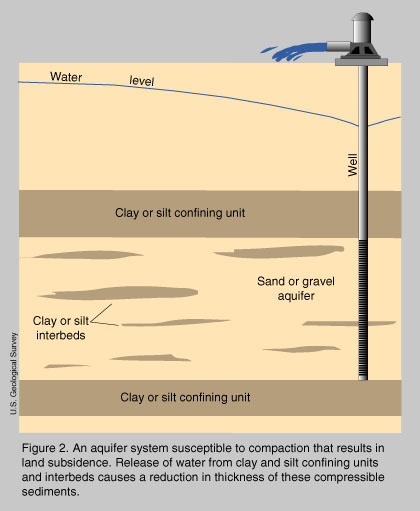

A medida que se se extrae el agua de esos estratos, cambia la tensión efectiva que sobre ellos ejercen las capas superiores del terreno, precipitando la consolidación, que a menudo es irreversible. Así, se reduce el volumen total de limos y arcillas, y la superficie del terreno desciende. El fenómeno es parecido al de un bizcocho que se secaː si inicialmente tenía un grosor de, digamos, 10 centímetros, seco puede reducirse a 8 o menos. El daño en la superficie es mucho mayor si hay asentamientos diferenciales o grandes características del terreno, como sumideros y fisuras.
Junto con el hundimiento del terreno, la compactación de los acuíferos es un grave problema, porque el potencial de almacenamiento de agua de muchos de ellos puede reducirse significativamente cuando la extracción insostenible y la consiguiente disminución del nivel freático causan la compactación permanente de capas de sedimentos finos (limos y arcillas). Un estudio realizado en una región agrícola árida de Arizona demostró que, incluso con una recuperación del nivel del agua de 100 pies (unos 30 metros) después de que se detuviera la extracción de agua subterránea, la superficie terrestre continuó hundiéndose durante décadas. Esto es el resultado de la continua deshidratación de los acuitardos (capas de grano fino que ralentizan el movimiento del agua subterránea) debido a las tensiones mencionadas en el párrafo anterior.
El método más inmediato para prevenir este hundimiento es no sacar del acuífero a través de bombas más cantidad de agua de la que entra a través de la infiltración de la lluvia en el terreno, lo cual es extremadamente difícil de implementar cuando muchas personas de la zona poseen pozos. Existe también la posibilidad de recargar directamente los acuíferos, con métodos ancestrales (ver Siembra y cosecha de agua) o modernos, pero solo debe emplearse tras estudios cuidadosos y por personas expertas.

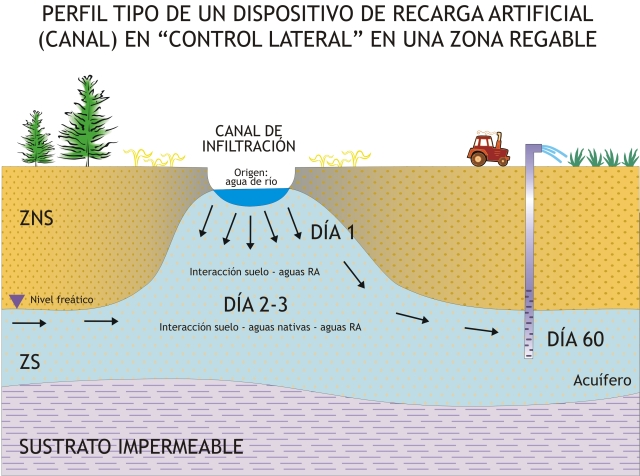
AR en un canal.

## Geografías impactadas
Las zonas áridas del mundo requieren cada vez más agua para el crecimiento demográfico y la agricultura. En el valle de San Joaquín de Estados Unidos, el bombeo de agua subterránea para cultivos se ha realizado durante generaciones. Esto ha provocado que todo el valle se hunda de manera extraordinaria, como se muestra en la figura.

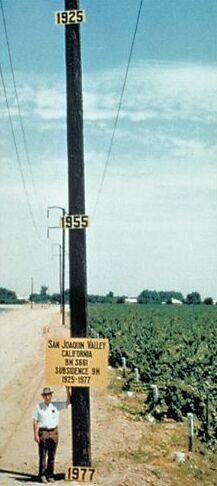
Cambio de superficie en el valle de San Joaquínː en 1925 el suelo del valle llegaba hasta lo alto del poste; en 1977 se había hundido 9 metros, como dice el cartel.

Esto no ha ocurrido sin consecuencias. Cualquier cambio topográfico a gran escala, por leve que parezca, tiene el potencial de cambiar drásticamente la hidrología de las aguas superficiales. Esto ha ocurrido en el valle de San Joaquín y en otras regiones del mundo, como Nueva Orleans y Bangkok. Estas áreas ahora están sujetas a graves inundaciones debido al hundimiento asociado con la extracción de aguas subterráneas.
La subsidencia total generalmente se puede determinar mediante estudios de elevación de la superficie del suelo y mediciones GPS. El impacto potencial sobre los acuíferos y otros riesgos geológicos resultantes, como las fisuras, se pueden evaluar mediante estudios y modelos hidrológicos a largo plazo.
El hundimiento relacionado con la sobreexplotación de acuíferos a menudo provoca daños importantes en áreas urbanas. En la Ciudad de México, los edificios interactúan con el asentamiento del terreno y causan grietas, inclinaciones y otras notables afectaciones. En muchos lugares se abren grandes sumideros y cavidades en la superficie (socavones). Los daños causados por el huracán Katrina se vieron exacerbados por el hundimiento de las costas, asociado a la extracción de aguas subterráneas.

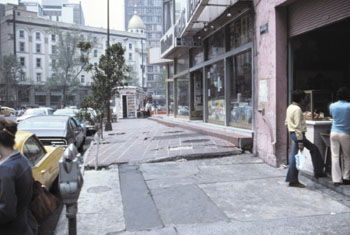
Hundimiento de la Ciudad de México

Las principales áreas afectadas incluyen el valle de San Joaquín en California, Arizona central, Ciudad de México, costa de China y Yakarta, Indonesia.